# Gourdon
Gourdon (okcitansko Gordon) je naselje in občina v južni francoski regiji Jug-Pireneji, podprefektura departmaja Lot. Leta 1999 je naselje imelo 4.882 prebivalcev.

## Geografija
Kraj leži v južni francoski pokrajini Bouriane 45 km severno od Cahorsa.

## Administracija
Gourdon je sedež istoimenskega kantona, v katerega so poleg njegove vključene še občine Anglars-Nozac, Milhac, Payrignac, Rouffilhac, Saint-Cirq-Madelon, Saint-Cirq-Souillaguet, Saint-Clair, Saint-Projet in Le Vigan s 7.995 prebivalci.
Naselje je prav tako sedež okrožja, v katerem se nahajajo kantoni Gourdon, Gramat, Labastide-Murat, Martel, Payrac, Saint-Germain-du-Bel-Air, Salviac, Souillac in Vayrac s 40.215 prebivalci.

## Znamenitosti
- romarska cerkev - kapela Notre-Dame des Neiges iz 12. stoletja, na seznamu francoskih zgodovinskih spomenikov
- frančiškanska cerkev Notre-Dame des Cordeliers (13. stoletje; francoski zgodovinski spomenik),
- cerkev sv. Petra (14. do 16. stoletje; francoski zgodovinski spomenik),
- Maison Cavaignac, rojstna hiša francoskega politika in državnika Jeana Baptista de Cavaignaca (1762-1829; francoski zgodovinski spomenik).

- Detajl oltarja v cerkvi sv. Petra, Gourdon

## Pobratena mesta
- Ibbenbüren (Nemčija);